# Anja Šaranović

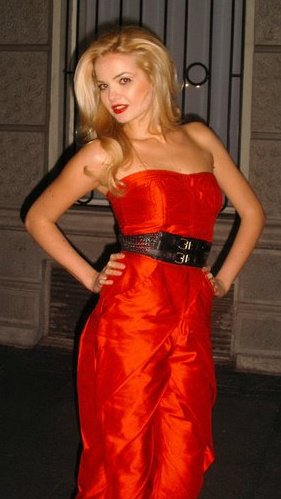
Anja Šaranović

Anja Šaranović (em sérvio:  Aња Шарановић, nascida em 12 de setembro de 1989 em Kraljevo, Iugoslávia) é uma modelo e rainha da beleza sérvia que representou o seu país no Miss Internacional de 2010 e participou do concurso Miss Universo 2011.

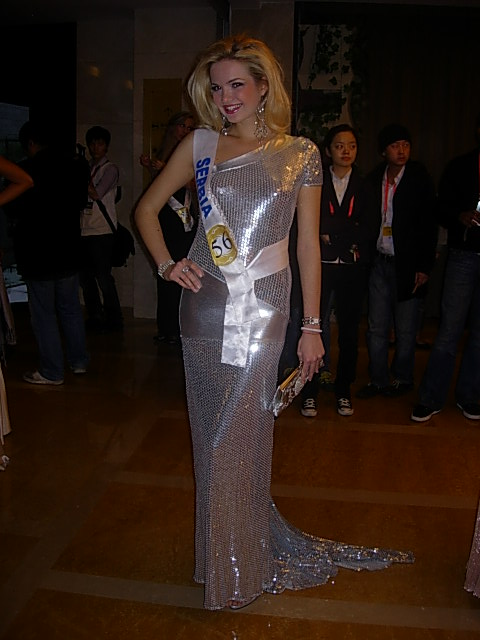
Anja Šaranović em um evento de moda realizado em 2010.
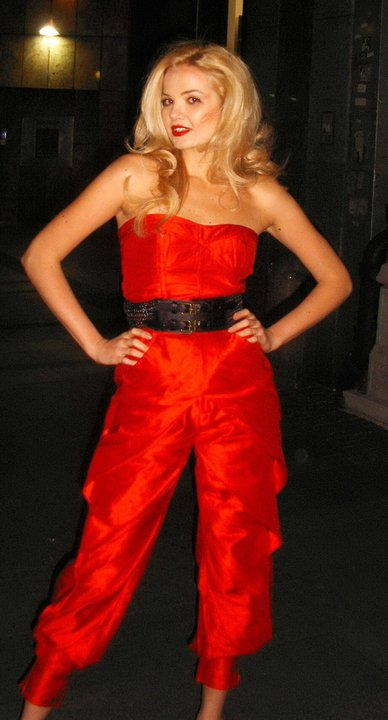
Anja em um evento de modas.